# Alva (Oklahoma)
Alva település az Amerikai Egyesült Államok Oklahoma államában, Woods megyében, melynek megyeszékhelye is. Lakosainak száma 5028 fő (2020. április 1.).

## Népesség
A település népességének változása:

| 2010 | 4 945 |
| 2020 | 5 028 |